# Zhibu (köpinghuvudort i Kina, Zhejiang Sheng, lat 29,82, long 120,25)
Zhibu (kinesiska: 直埠, 直埠镇) är en köpinghuvudort i Kina. Den ligger i provinsen Zhejiang, i den östra delen av landet, omkring 48 kilometer söder om provinshuvudstaden Hangzhou. Antalet invånare är 24 892. Befolkningen består av 12 345 kvinnor och 12 547 män. Barn under 15 år utgör 12,0 %, vuxna 15-64 år 75 %, och äldre över 65 år 11,0 %.
Runt Zhibu är det tätbefolkat, med 442 invånare per kvadratkilometer. Närmaste större samhälle är Zhuji, 11,3 km söder om Zhibu. Trakten runt Zhibu består till största delen av jordbruksmark.
Genomsnittlig årsnederbörd är 2 020 millimeter. Den regnigaste månaden är juni, med i genomsnitt 365 mm nederbörd, och den torraste är januari, med 79 mm nederbörd.